# Municipio de Manlius (condado de Bureau)
El municipio de Manlius (en inglés: Manlius Township) es un municipio ubicado en el condado de Bureau en el estado estadounidense de Illinois. En el año 2010 tenía una población de 653 habitantes y una densidad poblacional de 6,96 personas por km².

## Geografía
Según la Oficina del Censo de los Estados Unidos, el municipio tiene una superficie total de 93.89 km², de la cual 93,82 km² corresponden a tierra firme y (0,07 %) 0,07 km² es agua.

## Demografía
Según el censo de 2010, había 653 personas residiendo en el municipio de Manlius. La densidad de población era de 6,96 hab./km². De los 653 habitantes, el municipio de Manlius estaba compuesto por el 98,32 % blancos, el 0,61 % eran afroamericanos, el 0,15 % eran de otras razas y el 0,92 % eran de una mezcla de razas. Del total de la población el 3,37 % eran hispanos o latinos de cualquier raza.